# Pacaraos-Quechua
Pacaraos-Quechua (Quechua: Runashimi) ist eine Varietät des Quechua, die bis in die Mitte des 20. Jahrhunderts im Dorf Pacaraos im peruanischen Departement Lima im Tal des Flusses Chancay auf über 3000 m Höhe gesprochen wurde.
Die Pacaraos-Mundart wurde in den 1970er Jahren vom niederländischen Linguisten Willem F. H. Adelaar untersucht. Damals wurde das Quechua im Wesentlichen noch von Frauen im Alter von 60 Jahren und älter gesprochen. Um die Jahrtausendwende gab es möglicherweise keine aktiven Sprecher mehr, jedoch ist davon auszugehen, dass einige Personen, die damals mit ihren Großeltern aufwuchsen, noch über passive Kenntnisse verfügen.
Eine Besonderheit des Pacaraos-Quechua ist, dass es sich keinem der beiden großen Zweige der Sprachfamilie (Waywash und Wampuy) zuordnen lässt. Im Gegensatz zu anderen Quechua-Varianten, bei denen Wörter auf der vorletzten Silbe betont werden, ist der Wortakzent phonemisch und liegt auf der vorletzten oder der letzten Silbe. Wie die Waywash-Mundarten und im Gegensatz zum Wampuy unterscheidet Pacaraos-Quechua zwischen kurzen und langen Vokalen.
Die Ich-Form des Verbs, aber auch die Possessivform für Nomen wird durch Endbetonung und Hinzufügen von -y ausgedrückt. Beispiel: tarpuy „säen“ (Stamm: tarpu-) - tarpúy „ich säe“ (Vergleich: im Waywash tarpuu, im Wampuy tarpuni) - tarpunki „du säst“ - tarpun „er sät“. Endbetonung ist bei tarpúy, alle anderen Formen sind auf der vorletzten Silbe betont.
Der Wortschatz des Pacaraos-Quechua stimmt teils mit dem südlichen Quechua (Beispiel: kunan „jetzt“), teils mit den Waywash-Mundarten (Beispiele: yarku- „aufsteigen“, akshu, „Kartoffel“) überein. Darüber hinaus gibt es viele Lehnwörter aus dem Jaqaru bzw. einer anderen dem Aymara verwandten, heute ausgestorbenen Sprache (Beispiele achara „alt“, uni- „hassen“, wilka „Sonne“). Einige Wörter sind nur aus dem Pacaraos-Quechua bekannt, darunter arapu- „antworten“, chaqpa „Kleidung“, rapqa- „beide“.
Mit dem Waywash teilt es auch viele Endungen, darunter -ĉaw für „in, auf“ oder -piqta, -piq für „aus, von“. Die Akkusativ-Endung -kta, die in anderen heutigen Quechua-Varianten außer dem Wanka-Quechua durchgängig zu -ta verkürzt ist, gibt es als Langform -kta und Kurzform -k, wobei die letztere zu einer Endbetonung führt. Das Verneinungs-Suffix -su (<*-chu) wird oft zu -s verkürzt.
Das Gerundium wird wie in fast allen Wampuy-Varianten mit -shpa ausgedrückt.
Demonstrativpronomina sind kay („dies“), say („das“), ĉaqay („jenes“).
Das /q/ des ursprünglichen Quechua ist ein Frikativ, am Silbenende und neben stimmlosen Konsonanten stimmlos [x], sonst meist stimmhaft [g]. Anders als andere Quechua-Varianten unterscheidet es zwischen dem [r] mit einem Zungenschlag (Tap, Beispiel: rapqan „sie beide“) und einem Vibranten [rr] (Beispiel: rraqak „Mädchen“). Wie in einigen Mundarten des Ancashino ist /č/ zu [s] geworden (Beispiel: say „das [da]“), /s/ ist dagegen meist [h] (Beispiele: huti „Name“, haĉa „Pflanze“, rrahu „Schnee“). Das retroflexe /ĉ/ ist erhalten.